# Estación de Steinerberg
La estación de Steinerberg es una estación ferroviaria de la comuna suiza de Steinerberg, en el Cantón de Schwyz.

## Historia y ubicación
La estación se encuentra ubicada en las afueras del sur del núcleo urbano de Steinerberg. Fue inaugurada en 1891 con la apertura de la línea férrea Pfäffikon SZ - Arth-Goldau. Cuenta con un único andén lateral al que accede una vía pasante. En la estación también existe una segunda vía pasante.
En términos ferroviarios, la estación se sitúa en la línea Pfäffikon SZ - Arth-Goldau. Sus dependencias ferroviarias colaterales son la estación de Sattel-Aegeri hacia Pfäffikon SZ y la estación de Arth-Goldau en dirección Arth-Goldau.

## Servicios ferroviarios
Los servicios ferroviarios del apeadero están prestados por SOB (SüdOstBahn):

### S-Bahn
S-Bahn Zug
En la estación efectúan parada trenes de una de las líneas que forman la red de cercanías S-Bahn Zug, que junto la red S-Bahn Lucerna, conforman una gran red de cercanías en el centro de Suiza.
- S 31: Arth-Goldau – Rothenthurm – Biberbrugg